# 10ª edizione dei Satellite Awards
La 10ª edizione dei Satellite Awards si è tenuta il 17 dicembre 2005.

## Cinema

### Miglior film drammatico
- I segreti di Brokeback Mountain (Brokeback Mountain), regia di Ang Lee
- Cinderella Man - Una ragione per lottare (Cinderella Man), regia di Ron Howard
- A History of Violence, regia di David Cronenberg
- Memorie di una geisha (Memoirs of a Geisha), regia di Rob Marshall
- Truman Capote - A sangue freddo (Capote), regia di Bennett Miller
- The War Within, regia di Joseph Castelo

### Miglior film commedia o musicale
- Quando l'amore brucia l'anima - Walk the Line (Walk the Line), regia di James Mangold
- Happy Endings, regia di Don Roos
- Hustle & Flow - Il colore della musica (Hustle & Flow), regia di Craig Brewer
- Kung Fusion (Kung Fu Hustle), regia di Stephen Chow
- Rent, regia di Chris Columbus
- Shopgirl, regia di Anand Tucker

### Miglior film straniero
- Due madri per Eero (Äideistä Parhain), regia di Klaus Härö • Finlandia/Svezia
- 2046, regia di Wong Kar-wai • Cina
- Camminando sull'acqua (Lalekhet Al HaMayim), regia di Eytan Fox • Israele
- I figli della guerra (Voces inocentes), regia di Luis Mandoki • Messico
- Lila dice (Lila dit ça), regia di Ziad Doueiri • Francia
- Le tartarughe possono volare (Lakposhtha ham parvaz mikonand), regia di Bahman Ghobadi • Iran

### Miglior film d'animazione o a tecnica mista
- Le cronache di Narnia: il leone, la strega e l'armadio (The Chronicles of Narnia: The Lion, the Witch and the Wardrobe), regia di Andrew Adamson
- Il castello errante di Howl (Hauru no ugoku shiro), regia di Hayao Miyazaki
- Chicken Little - Amici per le penne (Chicken Little), regia di Mark Dindal
- La sposa cadavere (Corpse Bride), regia di Tim Burton e Mike Johnson
- Wallace & Gromit: La maledizione del coniglio mannaro (Wallace & Gromit in The Curse of the Were-Rabbit), regia di Steve Box e Nick Park

### Miglior film documentario
- Siamo tutti in ballo! - Mad Hot Ballroom (Mad Hot Ballroom), regia di Marilyn Agrelo
- Enron - L'economia della truffa (Enron: The Smartest Guys in the Room), regia di Alex Gibney
- Favela Rising, regia di Jeff Zimbalist e Matt Mochary
- La marcia dei pinguini (La marche de l'empereur), regia di Luc Jacquet
- Murderball, regia di Henry Alex Rubin e Dana Adam Shapiro
- New York Doll, regia di Greg Whiteley

### Miglior regista
- Ang Lee – I segreti di Brokeback Mountain (Brokeback Mountain)
- George Clooney – Good Night, and Good Luck.
- Chris Columbus – Rent
- James Mangold – Quando l'amore brucia l'anima - Walk the Line (Walk the Line)
- Rob Marshall – Memorie di una geisha (Memoirs of a Geisha)
- Bennett Miller – Truman Capote - A sangue freddo (Capote)

### Miglior attore in un film drammatico
- Philip Seymour Hoffman – Truman Capote - A sangue freddo (Capote)
- Jake Gyllenhaal – Jarhead
- Tommy Lee Jones – Le tre sepolture (The Three Burials of Melquiades Estrada)
- Heath Ledger – I segreti di Brokeback Mountain (Brokeback Mountain)
- Viggo Mortensen – A History of Violence
- David Strathairn – Good Night, and Good Luck.

### Miglior attrice in un film drammatico
- Felicity Huffman – Transamerica
- Toni Collette – In Her Shoes - Se fossi lei (In Her Shoes)
- Julianne Moore – The Prize Winner of Defiance, Ohio
- Robin Wright Penn – 9 vite da donna (Nine Lives)
- Charlize Theron – North Country - Storia di Josey (North Country)
- Ziyi Zhang – Memorie di una geisha (Memoirs of a Geisha)

### Miglior attore in un film commedia o musicale
- Terrence Howard – Hustle & Flow - Il colore della musica (Hustle & Flow)
- Kevin Costner – Litigi d'amore (The Upside of Anger)
- Robert Downey Jr. – Kiss Kiss Bang Bang
- Cillian Murphy – Breakfast on Pluto
- Bill Murray – Broken Flowers
- Joaquin Phoenix – Quando l'amore brucia l'anima - Walk the Line (Walk the Line)

### Miglior attrice in un film commedia o musicale
- Reese Witherspoon – Quando l'amore brucia l'anima - Walk the Line (Walk the Line)
- Joan Allen – Litigi d'amore (The Upside of Anger)
- Claire Danes – Shopgirl
- Judi Dench – Lady Henderson presenta (Mrs Henderson Presents)
- Keira Knightley – Orgoglio e pregiudizio (Pride & Prejudice)
- Joan Plowright – Mrs. Palfrey at the Claremont

### Miglior attore non protagonista in un film drammatico
- Danny Huston – The Constant Gardener - La cospirazione (The Constant Gardener)
- Chris Cooper – Truman Capote - A sangue freddo (Capote)
- Jake Gyllenhaal – I segreti di Brokeback Mountain (Brokeback Mountain)
- Edward Norton – Le crociate - Kingdom of Heaven (Kingdom of Heaven)
- Mickey Rourke – Sin City
- Peter Sarsgaard – Jarhead

### Miglior attrice non protagonista in un film drammatico
- Laura Linney – Il calamaro e la balena (The Squid and the Whale)
- Amy Adams – Junebug
- Maria Bello – A History of Violence
- Li Gong – Memorie di una geisha (Memoirs of a Geisha)
- Shirley MacLaine – In Her Shoes - Se fossi lei (In Her Shoes)
- Frances McDormand – North Country - Storia di Josey (North Country)

### Miglior attore non protagonista in un film commedia o musicale
- Val Kilmer – Kiss Kiss Bang Bang
- Tom Arnold – Happy Endings
- Corbin Bernsen – Kiss Kiss Bang Bang
- Steve Coogan – Happy Endings
- Craig T. Nelson – La neve nel cuore (The Family Stone)
- Jason Schwartzman – Shopgirl

### Miglior attrice non protagonista in un film commedia o musicale
- Rosario Dawson – Rent
- America Ferrera – 4 amiche e un paio di jeans (The Sisterhood of the Traveling Pants)
- Diane Keaton – La neve nel cuore (The Family Stone)
- Rachel McAdams – La neve nel cuore (The Family Stone)
- Michelle Monaghan – Kiss Kiss Bang Bang
- Yuen Qiu – Kung Fusion (Kung Fu Hustle)

### Miglior sceneggiatura originale
- George Clooney e Grant Heslov – Good Night, and Good Luck.
- Ayad Akhtar, Joseph Castelo e Tom Glynn – The War Within
- Noah Baumbach – Il calamaro e la balena (The Squid and the Whale)
- Rodrigo García – 9 vite da donna (Nine Lives)
- Paul Haggis e Robert Moresco – Crash - Contatto fisico (Crash)
- Don Roos – Happy Endings

### Miglior sceneggiatura non originale
- Robin Swicord – Memorie di una geisha (Memoirs of a Geisha)
- William Broyles Jr. – Jarhead
- Gill Dennis e James Mangold – Quando l'amore brucia l'anima - Walk the Line (Walk the Line)
- Dan Futterman – Truman Capote - A sangue freddo (Capote)
- Steve Martin – Shopgirl
- Larry McMurtry e Diana Ossana – I segreti di Brokeback Mountain (Brokeback Mountain)

### Miglior montaggio
- Geraldine Peroni e Dylan Tichenor – I segreti di Brokeback Mountain (Brokeback Mountain)
- Michael Kahn – La guerra dei mondi (War of the Worlds)
- Angie Lam – Kung Fusion (Kung Fu Hustle)
- Stephen Mirrione – Good Night, and Good Luck.
- Walter Murch – Jarhead
- Robert Rodriguez – Sin City

### Miglior fotografia
- César Charlone – The Constant Gardener - La cospirazione (The Constant Gardener)
- Dion Beebe – Memorie di una geisha (Memoirs of a Geisha)
- Christopher Doyle – 2046
- Poon Hang-Sang – Kung Fusion (Kung Fu Hustle)
- Robert Rodriguez – Sin City
- Philippe Rousselot – La fabbrica di cioccolato (Charlie and the Chocolate Factory)

### Miglior scenografia
- James D. Bissell – Good Night, and Good Luck.
- Gavin Bocquet e Richard Roberts – Star Wars: Episodio III - La vendetta dei Sith (Star Wars Episode III: Revenge of the Sith)
- Luigi Marchione e Vlad Vieru – I colori dell'anima (Modigliani)
- Arthur Max – Le crociate - Kingdom of Heaven (Kingdom of Heaven)
- John Myhre – Memorie di una geisha (Memoirs of a Geisha)
- Jeanette Scott e David Hack – Sin City

### Migliori costumi
- Jacqueline Durran – Orgoglio e pregiudizio (Pride & Prejudice)
- Colleen Atwood – Memorie di una geisha (Memoirs of a Geisha)
- John Bright – La contessa bianca (The White Countess)
- Pam Downe – I colori dell'anima (Modigliani)
- Jany Temime – Harry Potter e il calice di fuoco (Harry Potter and the Goblet of Fire)
- Janty Yates – Le crociate - Kingdom of Heaven (Kingdom of Heaven)

### Miglior colonna sonora
- Harry Gregson-Williams – Le crociate - Kingdom of Heaven (Kingdom of Heaven)
- Danny Elfman – La sposa cadavere (Corpse Bride)
- Alberto Iglesias – The Constant Gardener - La cospirazione (The Constant Gardener)
- Robert Rodriguez – Sin City
- Gustavo Santaolalla – I segreti di Brokeback Mountain (Brokeback Mountain)
- John Williams – Memorie di una geisha (Memoirs of a Geisha)

### Miglior canzone originale
- A Love That Will Never Grow Old (Emmylou Harris), testo e musica di Gustavo Santaolalla e Bernie Taupin – I segreti di Brokeback Mountain (Brokeback Mountain)
- Broken (Robert Downey Jr.), testo e musica di Robert Downey Jr. e Mark Hudson – Kiss Kiss Bang Bang
- Hustler's Ambition (50 Cent), testo e musica di 50 Cent, Brian Hughes, Frankie Beverly – Get Rich or Die Tryin'
- In the Deep (Bird York), testo e musica di Bird York – Crash - Contatto fisico (Crash)
- Magic Works (Jason Buckle, Steve Claydon, Jarvis Cocker, Jonny Greenwood, Steve Mackey, Philip Selway), testo e musica di Jarvis Cocker – Harry Potter e il calice di fuoco (Harry Potter and the Goblet of Fire)

### Miglior suono
- Tom Myers, Christopher Scarabosio, Andy Nelson, Paul 'Salty' Brincat, Ben Burt, Matthew Wood – Star Wars: Episodio III - La vendetta dei Sith (Star Wars Episode III: Revenge of the Sith)
- Michael Barry, Martin Czembor, Ludovic Hénault, Robert Hein – La contessa bianca (The White Countess)
- Rob Cavallo, Sally Boldt – Rent
- Paul Pirola – Kung Fusion (Kung Fu Hustle)
- John Pritchett, Sergio Reyes, Robert Rodriguez, Paula Fairfield, William Jacobs, Carla Murray – Sin City

### Migliori effetti visivi
- John Knoll, Roger Guyett, Rob Coleman, Brian Gernand – Star Wars: Episodio III - La vendetta dei Sith (Star Wars Episode III: Revenge of the Sith)
- Frankie Chung – Kung Fusion (Kung Fu Hustle)
- Dennis Muren, Pablo Helman, Randy Dutra, Daniel Sudick – La guerra dei mondi (War of the Worlds)
- Robert Rodriguez – Sin City
- Tom Wood – Le crociate - Kingdom of Heaven (Kingdom of Heaven)

## Televisione

### Miglior serie drammatica
- Dr. House - Medical Division (House, M.D.)
- Grey's Anatomy
- Lost
- Nip/Tuck
- Rescue Me
- Roma (Rome)

### Miglior serie commedia o musicale
- The Daily Show
- Boston Legal
- The Colbert Report
- Entourage
- My Name Is Earl

### Miglior miniserie
- Elvis, regia di James Steven Sadwith
- Empire Falls - Le cascate del cuore (Empire Falls), regia di Fred Schepisi
- Into the West, regia di Robert Dornhelm, Sergio Mimica-Gezzan, Jeremy Podeswa, Tim Van Patten, Michael W. Watkins e Simon Wincer
- Miss Marple: C'è un cadavere in biblioteca (The Body in the Library); La morte nel villaggio (The Murder at the Vicarage); Istantanea di un delitto (4.50 from Paddington); Un delitto avrà luogo (A Murder Is Announced), regia di Andy Wilson
- Revelations, regia di Lili Fini Zanuck, Lesli Linka Glatter e David Semel
- The Virgin Queen, regia di Coky Giedroyc

### Miglior film per la televisione
- Reefer Madness: The Movie Musical, regia di Andy Fickman
- Accadde in aprile (Sometimes In April), regia di Raoul Peck
- Franklin D. Roosevelt - Un uomo, un presidente (Warm Springs), regia di Joseph Sargent
- Kidnapped, regia di Brendan Maher
- Lackawanna Blues, regia di George C. Wolfe
- The Magic Of Ordinary Days, regia di Brent Shields
- Our Fathers, regia di Dan Curtis

### Miglior attore in una serie drammatica
- Hugh Laurie – Dr. House - Medical Division (House, M.D.)
- Denis Leary – Rescue Me
- Ian McShane – Deadwood
- Dylan Walsh – Nip/Tuck
- Jake Weber – Medium

### Miglior attrice in una serie drammatica
- Kyra Sedgwick – The Closer
- Patricia Arquette – Medium
- Jennifer Beals – The L Word
- Kristen Bell – Veronica Mars
- Geena Davis – Una donna alla Casa Bianca (Commander in Chief)
- Joely Richardson – Nip/Tuck

### Miglior attore in una serie commedia o musicale
- Jason Bateman – Arrested Development - Ti presento i miei
- Stephen Colbert – The Colbert Report
- Kevin Connolly – Entourage
- Jason Lee – My Name Is Earl
- Tony Shalhoub – Detective Monk (Monk)
- James Spader – Boston Legal

### Miglior attrice in una serie commedia o musicale
- Felicity Huffman – Desperate Housewives ex aequo
- Mary-Louise Parker – Weeds ex aequo
- Candice Bergen – Boston Legal
- Lauren Graham – Una mamma per amica (Gilmore Girls)
- Elizabeth Perkins – Weeds

### Miglior attore in una miniserie o film per la televisione
- Jonathan Rhys Meyers – Elvis
- Kenneth Branagh – Franklin D. Roosevelt - Un uomo, un presidente (Warm Springs)
- Christian Campbell – Reefer Madness
- Ted Danson – Our Fathers
- Rupert Everett – Sherlock Holmes ed il caso della calza di seta (Sherlock Holmes and the Case of the Silk Stocking)
- Ed Harris – Empire Falls - Le cascate del cuore (Empire Falls)

### Miglior attrice in una miniserie o film per la televisione
- Kristen Bell – Reefer Madness: The Movie Musical
- Natascha McElhone – Revelations
- Geraldine McEwan – Un delitto avrà luogo (A Murder Is Announced)
- S. Epatha Merkerson – Lackawanna Blues
- Cynthia Nixon – Franklin D. Roosevelt - Un uomo, un presidente (Warm Springs)
- Keri Russell – The Magic of Ordinary Days

### Miglior attore non protagonista in una serie, miniserie o film per la televisione
- Randy Quaid – Elvis
- Paul Newman – Empire Falls - Le cascate del cuore (Empire Falls)
- William Shatner – Boston Legal
- Tim Blake Nelson – Franklin D. Roosevelt - Un uomo, un presidente (Warm Springs)
- Brian Dennehy – Our Fathers
- Ruben Santiago-Hudson – Con gli occhi rivolti al cielo (Their Eyes Were Watching God)

### Miglior attrice non protagonista in una serie, miniserie o film per la televisione
- Lisa Edelstein – Dr. House - Medical Division (House, M.D.)
- Shohreh Aghdashloo – 24
- Jane Alexander – Franklin D. Roosevelt - Un uomo, un presidente (Warm Springs)
- Camryn Manheim – Elvis
- Sandra Oh – Grey's Anatomy
- Polly Walker – Roma (Rome)

## Altri premi

### Miglior cast in un film
- Crash - Contatto fisico (Crash) – Chris Bridges, Sandra Bullock, Don Cheadle, Matt Dillon, Jennifer Esposito, William Fichtner, Brendan Fraser, Terrence Howard, Thandie Newton, Ryan Phillippe, Larenz Tate

### Miglior cast in una serie televisiva
- Rescue Me – Denis Leary, John Scurti, Daniel Sunjata, Steven Pasquale, Michael Lombardi, Andrea Roth, Callie Thorne, Jack McGee, Diane Farr, Tatum O'Neal, Dean Winters, Adam Ferrara, Larenz Tate, Michael Zegen

### Miglior talento emergente
- Rupert Friend – Orgoglio e pregiudizio (Pride & Prejudice)

### Auteur Award
- George Clooney – Good Night, and Good Luck.

### Mary Pickford Award
- Gena Rowlands

### Nicola Tesla Award
- Stan Winston